# 岡野勝俊
岡野 勝俊（おかの かつとし、1976年10月12日 - ）は、群馬県伊勢崎市出身の元アマチュア野球選手・指導者である。ポジションは捕手、内野手、外野手。

## 来歴・人物
東京農大二高では3年夏に甲子園に出場し、1995年青山学院大学に入学する。

大学では高校からの2年先輩である清水将海の卒業後に正捕手となり4年時は主将。3年春と4年秋にベストナイン受賞。2年上に井口忠仁、1年上に高須洋介、1年下に荒金久雄がいた。
大学卒業後は社会人野球のHondaのチームに入団する。主に捕手としてプレーしたが、2006年には三塁手部門で社会人ベストナインに選出された。2009年の都市対抗では、主将としてチームの優勝に貢献した。
2017年から2019年までにHondaの監督を務め、2022年からはHonda鈴鹿のヘッドコーチを務めることになった。